# Caputh (Perth and Kinross)

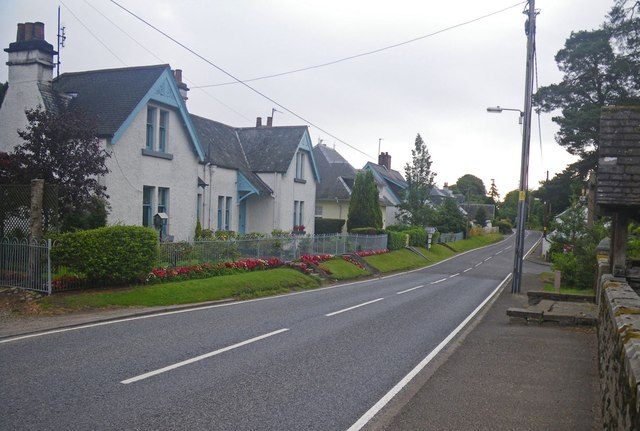
Durchgangsstraße im Ort

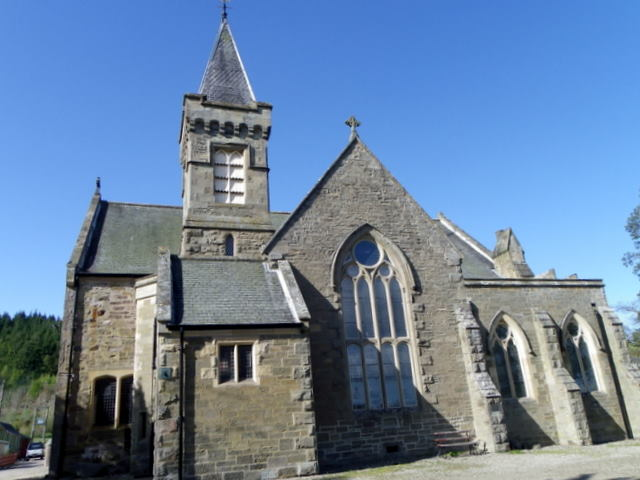
Kirche von Caputh

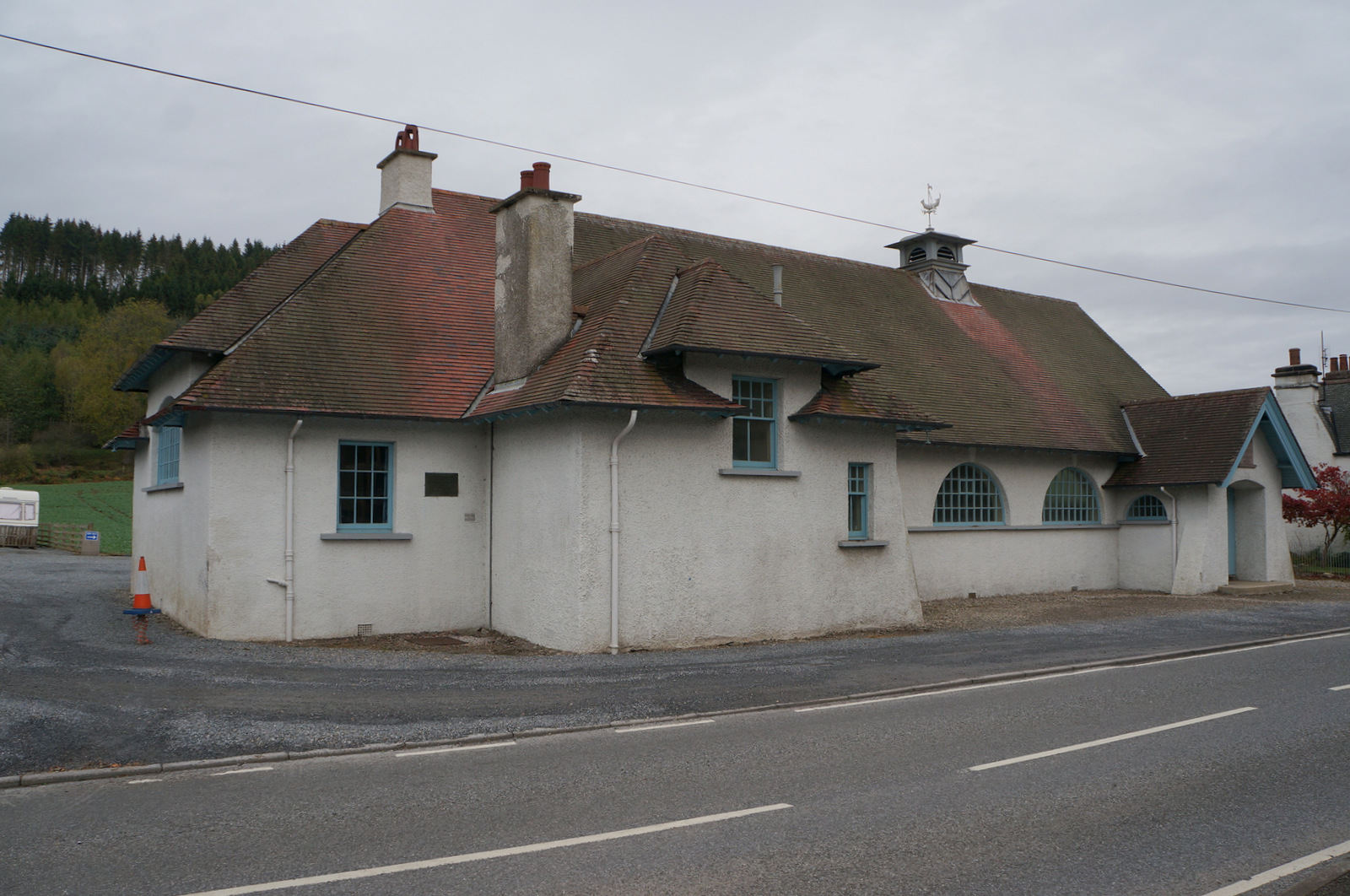
Gemeindehalle von Caputh

Caputh ist eine Ortschaft, die im Norden von Schottland zwischen Inverness im Norden und Perth im Südosten in der Council Area Perth and Kinross liegt. Im Rahmen der historischen Gliederung Schottlands in Civil Parishes ist es Hauptort einer gleichnamigen Einheit, die zu Perthshire gehörte.

## Geographie
Caputh liegt im Bereich des nördlichen, linken Ufers des Flusses Tay. Die Häuser, die verbreitet eine blaue und weiße Färbung aufweisen, werden in der Regel privat zum Wohnen genutzt. Durch den Ort verläuft als Hauptverkehrsstraße die A984 von Dunkeld nach Meikleour. Von ihr zweigt in Caputh mit der B9099 eine weitere ab, die mit einer, durch William Arrol 1887 errichteten Brücke, den Tay quert.

## Historisches
Es gibt im Ort sechs bauliche Objekte, die als Listed Building in unterschiedlichen Kategorien ausgewiesen sind und daher unter Denkmalschutz stehen. Es sind:
- die Häuser Easter Claypotts[1]
- die Kirche Caputh Parish Church[2] sowie der zugehörige Friedhof[3]
- das Kriegerdenkmal Caputh War Memorial[4]
- ein alter Friedhof am Mute Hill[5]
- die Gemeindehalle Caputh Hall[6]